# Westinghouse J40
Westinghouse J40 byl jeden z prvních proudových motorů vysokých výkonů, vyvíjený od roku 1946 firmou Westinghouse Aviation Gas Turbine Division na žádost úřadu pro letectví amerického námořnictva (BuAer). Ten jej zamýšlel použít v několika stíhacích letadlech a bombardérech. Zatímco první konstrukce nižších výkonů byla úspěšná, pokusy zvětšit ji do plnohodnotné konstrukce pro velké výkony propadly a od designu bylo nakonec upuštěno. Projekt je považován za debakl a neúspěch.
Konstrukce původně vyžadovala motor o tahu 7 500 lbf (33 kN) ve statických podmínkách na úrovni mořské hladiny bez přídavného spalování a o tahu 10 900 lbf s přídavným spalováním. Silnější verze o tahu 9 500/13 700 lbf měla nahradit starší motory v dracích různých letounů. Celkem bylo plánováno třináct různých variant.

## Použití
- Douglas XA3D-1 Skywarrior
- Douglas XF4D-1 Skyray
- Grumman XF10F-1 Jaguar
- McDonnell F3H Demon
- North American X-10

## Specifikace (J40-WE-8)

### Technické údaje
- Typ: proudový motor
- Délka: 7,6 m
- Průměr: 1 m
- Hmotnost: 1 600 kg

### Součásti motoru
- Kompresor: jedenáctistupňový axiální
- Spalovací komora: prstencový typ
- Turbína: dvoustupňová
- Palivo: JP-3, JP-4 a 100/130 avgas

### Výkony
- Maximální tah: 7 300 lbf (32 kN) na sucho, 10 900 lbf (48 kN) s příd. spalováním (A/B)
- Celkový poměr stlačení: 5.2:1
- Měrná spotřeba paliva: 0,94 lb/(lbf·h) na sucho, 2,2 lb/(lbf·h) s příd. spalováním
- Poměr tah/hmotnost: 2,14:1 na sucho, 3:1 s příd. spalováním